# Barry Richardson
Barry Richardson (5 de agosto de 1969, Wallsend, Inglaterra) es un exfutbolista inglés. Jugaba  como portero. Richardson fue el entrenador de porteros en Peterborough United, antes de desvincularse en enero de 2013; Actualmente es entrenador de porteros en el Hull City.
Su última aparición como jugador activo fue el sábado 30 de enero de 2016 en el partido ante Plymouth, terminando con su valla invicta y volviendo a estar activo tras 11 años de ausencia.

## Carrera como jugador
Richardson jugó como portero para Sunderland, Seaham Red Star (En Préstamo), Scarborough, Stockport County, Northampton Town, Preston North End, Lincoln City, Mansfield Town (En préstamo) Sheffield Wenesday (En préstamo), Doncaster Rovers (1er equipo), Gainsborough Trinity, Halifax Town, Doncaster Rovers (segundo equipo) y Nottingham Forest.

## Carrera como entrenador de Porteros

### Doncaster Rovers
Richardson regresó a Doncaster Rovers como entrenador de porteros en el verano de 2005. El 11 de enero de 2008 partió para tener éxito como el entrenador de porteros en el Nottingham Forest.

### Nottingham Forest
Reincorporado al Forest, donde había entrenado a los porteros de la academia en la temporada 2004-2005, también se registró como un jugador asignando (de acuerdo con su edad) al número 38. Llevó el número 39 en la plantilla de la temporada 2008-2009, la última vez el 3 de enero de 2009, cuando el Forest venció al Manchester City por 3-0 en la tercera ronda de la FA Cup.
Se marchó del club tras el nombramiento de Billy Davies como gerente, rechazando un papel alternativo con el club después de que Davies nombrara a Pete Williams como entrenador de porteros.

### Cheltenham Town
Se unió al Cheltenham Town como entrenador de porteros en el inicio de la temporada 2009-2010 , mientras que también actuaba como portero. Fue expulsado como suplente en un partido contra el Lincoln City el 14 de noviembre de 2009. Se separó del club el 21 de enero de 2010, luego de que el nuevo gerente, Mark Yates, decidiera terminar la temporada 2009-10 sin un entrenador de porteros.

### Peterborough United
El 3 de febrero de 2010 firmó un contrato de dos años y medio para convertirse en el entrenador de porteros y jugador del Peterborough United. Le dieron la camiseta número 37 debido a la ausencia del número 1, y apareció como suplente para el partido contra el Blackpool el 17 de abril de 2010. Apareció con la camiseta número 30 para el partido contra Huddersfield en el play-off final, donde de nuevo él estaba en el banquillo debido a la ausencia de Joe Lewis. Richardson abandonó este papel de mutuo acuerdo el 21 de enero de 2013.

### Wycombe Wanderers
El 30 de enero de 2015 Fichó por el Wycombe Wanderes de cuarta división de Inglaterra.
Durante la temprición en el primer equipo. En la temporada siguiente, tuvo que entrar en reemplazo del lesionado Alex Lynch en el partido contra el Plymouth Argyle. El cambio se dio a los 15 minutos de juego y el partido terminó 1 a 0 en favor de Wycombe Wanderers.

### Hull City
El 26 de enero de 2018, Richardson fue contratado como entrenador de arqueros en el Hull City.

## Trayectoria
| Equipo              | Fecha      | Fecha       | Contrato | Liga   | Liga  | Copa FA | Copa FA | Copa Liga | Copa Liga | Otras | Otras |
| ------------------- | ---------- | ----------- | -------- | ------ | ----- | ------- | ------- | --------- | --------- | ----- | ----- |
| Equipo              | Desde      | Hasta       | Contrato | Part.  | Goles | Part.   | Goles   | Part.     | Goles     | Part. | Goles |
| Wycombe Wanderers   | 30/01/2014 | Actualmente | Gratis   | 0 (1)  | 0     | 0 (0)   | 0       | 0 (0)     | 0         | 0 (0) | 0     |
| Peterborough United | 23/04/2010 | 01/07/2013  | Gratis   |        |       |         |         |           |           |       |       |
| Cheltenham Town     | 01/08/2009 | 23/04/2010  | Gratis   |        |       |         |         |           |           |       |       |
| Nottingham Forest   | 31/01/2008 | 02/01/2009  | Gratis   |        |       |         |         |           |           |       |       |
| Doncaster Rovers    | 01/07/2003 | 01/01/2008  | Gratis   | 0 (0)  | 0     | 0 (0)   | 0       | 0 (0)     | 0         | 4 (0) | 0     |
| Halifax Town        | 24/12/2001 | 01/07/2003  | Gratis   | 24 (0) | 0     | 0 (0)   | 0       | 0 (0)     | 0         | 0 (0) | 0     |
| Doncaster Rovers    | 18/08/2000 | 24/12/2001  | Gratis   | 51 (0) | 0     | 1 (0)   | 0       | 0 (0)     | 0         | 3 (0) | 0     |
| Sheffield Wednesday | 23/03/2000 | 08/05/2000  | Cedido   |        |       |         |         |           |           |       |       |
| Lincoln City        | 10/09/1999 | 18/08/2000  | £20,000  | 22 (0) |       | 3 (0)   | 0       | 0 (0)     | 0         | 1 (0) | 0     |